# Megalopolis
Megalopolis naziv je za skoro kontinuirano izgrađeno urbano područje koje obuhvaća više velikih gradova.
Najveći megalopolis je BosWash, odnosno područje između Bostona i Washingtona gdje živi oko 44 milijuna stanovnika.

### Mrežna sjedišta
- Megalopolis. Hrvatska enciklopedija LZMK. Pristupljeno 1. svibnja 2025.

1. ↑  LZMK1.